# Union industrielle des Bermudes
Pour les articles homonymes, voir BIU.
La Bermuda Industrial Union (BIU - Union industrielle des Bermudes) est une confédération syndicale des Bermudes fondée en 1946. Elle est affiliée à la Confédération syndicale internationale.